# Hellmuth Felmy
Hellmuth Felmy (Berlim, 28 de Maio de de 1885 — Darmstadt, 14 de Dezembro de 1965) foi um oficial alemão que chegou ao posto de General der Flieger na Luftwaffe.
Um militar veterano, participou na Primeira Guerra Mundial, manteve-se nas forças armadas durante o período entreguerras, e desempenhou funções de chefia e comando durante a Segunda Guerra Mundial. No final desta, foi julgado por crimes cometidos durante a guerra e sentenciado a 15 anos de prisão; porém foi libertado em 1951 e viveu o resto da sua vida em liberdade.